# Ilha de Itamaracá
Ilha de Itamaracá és un municipi brasiler de l'estat de Pernambuco, en la Regió Metropolitana de Recife. Està situada en el litoral nord de l'estat, en una illa homònima separada del continent pel canal de Santa Cruz.
La localitat ha tingut certa importància en la història brasilera. En la Feitoria de Itamaracá, l'administrador colonial Pero Capico — primer "Governador de les Parts del Brasil" — va construir-hi l'any de 1516 el primer ingeni sucre conegut a l'Amèrica portuguesa.
A més a més, és el lloc mes antic contínuament habitat del Brasil (per europeus), és per això que Itamaracá va ser una de les capitanies originals del país. La qual va ser incorporada posteriorment a la Capitania de Pernambuco.

## Història

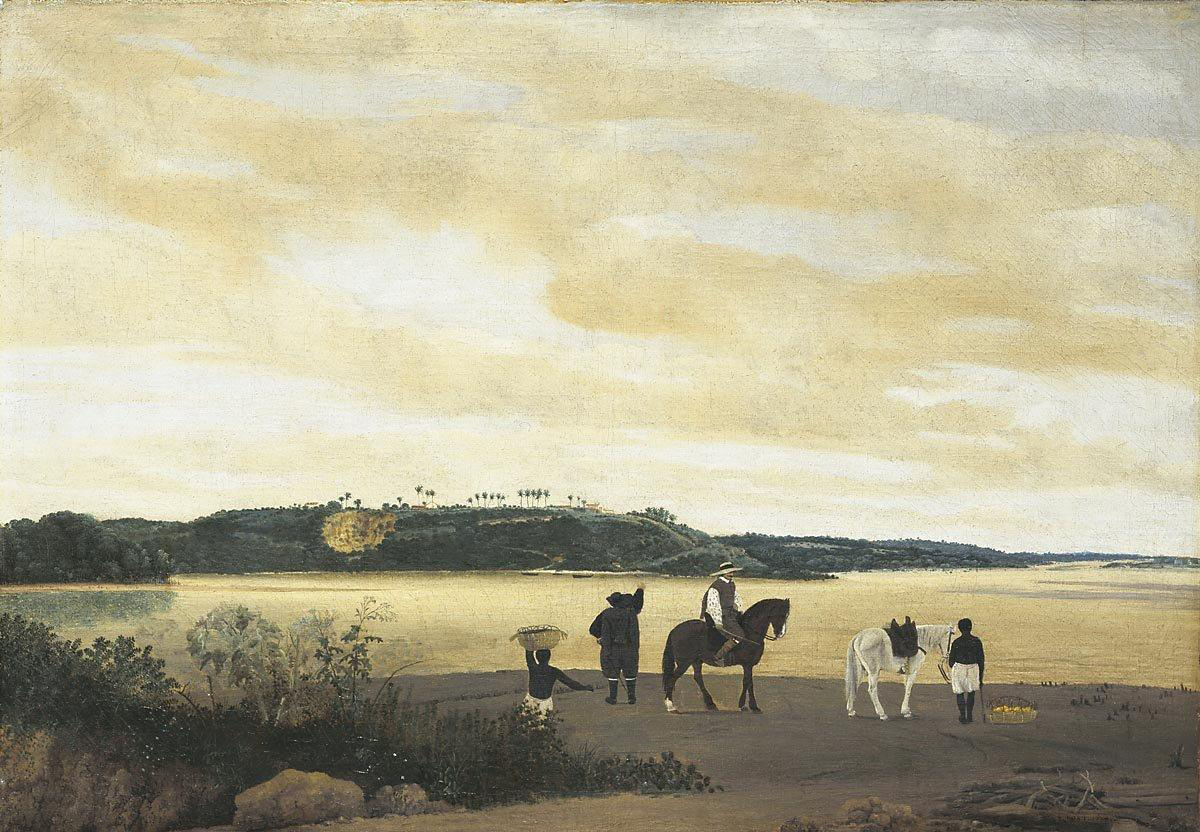
Itamaracá en 1637, per Frans Post.

A principis del 1500, abans de la colonització portuguesa, l'illa es trobava sota control holandès, l'illa era un lloc de comerç de pells i altres mercaderies natives, i un dipòsit de transbordament de pau-brasil.
S'han trobat també registres sobre passatges dels mariners portuguesos João Coelho da Porta da Cruz i Duarte Pacheco Pereira, en 1493 i 1498, respectivament. L'any 1516, es va fundar el primer molí de canya de sucre a l'Amèrica Portuguesa. El 1526, es va fundar la primera capella, aquesta estava dedicada a Nostra Senyora de la Concepció.
Quan els portuguesos van arribar per primer cop a l'illa, estava ocupada per diverses tribus de pobles nadius sud-americans tupi-guaraní poc relacionades. Més tard, l'illa va passar a formar part de la Capitania d'Itamaracá, que havia sigut establerta pel rei Joan III de Portugal el 1534. La principal activitat econòmica durant el segle i mig següent va ser el processament de la canya de sucre mitjançant ingenis de sucre i producció de coco. Tot i que Itamaracá estava separada administrativament, va funcionar com una subdivisió política i econòmica de Pernambuco. Amb l'apogeu del cicle de l'or a finals del , l'economia sucrera d'Itamaracá va quedar en segon pla en l'àmbit nacional.
Itamaracá és conegut per tenir una de les primeres comunitats jueves d'Amèrica. A la Col·lecció Yosef Goldman hi ha un llibre titulat Sefer Shefa Tal, un volum cabalístic que es va imprimir a Hanau, Alemanya, el 1612. Conté una declaració manuscrita de propietat del rabí Jacob Lagarto d'una congregació de Tamarica, Brasil. El rabí Lagarto va arribar al Brasil de jove i va ser l'autor d'un volum d'aforismes. El llibre és l'únic vincle físic conegut amb aquesta comunitat jueva, ja que no hi ha altres artefactes coneguts d'ella.

## Topònim
El nom Itamaracá deriva de la llengua tupí, la traducció literal és "pedra que canta", la paraula es forma a partir de la conjunció dels termes itá ("pedra") i mbara'ká ("sonall"). Al llarg de la seva història, Itamaracá també va ser referida pels noms: Marília, Yilha-de-Fernão-Buquo, Tamanaquá, Itaparica-das-Flores, Vila Schkoppe i Capitania de Santa Cruz.

## Geografia
Es localitza a una latitud 07º44'52" sud i a una longitud 34º49'32" oest, es troba a una altitud de 7 metres.

### Hidrografia
El municipi d'Ilha de Itamaracá està inclòs en els dominis dels Grups de Conques Hidrogràfiques de Petits Rius Litorals. Els seus principals rius són: Paribe i Jaguaribe. El principal cos d'aigua és la Llacuna de Pare Tomé.

### Relleu
La vegetació del municipi és formada per bosc perenifoli i restinga.

## Clima
Itamaracá es caracteritza per tenir clima tropical, segons el sistema de classificació climàtica de Köppen, es de tipus As. Els estius són calents i secs. Els hiverns són temperats, humits i plujosos; les mínimes poden arribar a 18 °C. Les primaveres són molt càlides i seques, amb temperatures que algunes ocasions poden arribar als 34 °C.

## Cultura
Ilha de Itamaracá és coneguda per ser el bressol d'una de les danses més conegudes de Pernambuco, la ciranda. Aquesta dansa d'origen portuguès és caracteritzada per la formació d'una gran roda formada a partir de persones amb les mans agafades unes a les altres, en la qual els integrants ballen un ritme lent repetit.

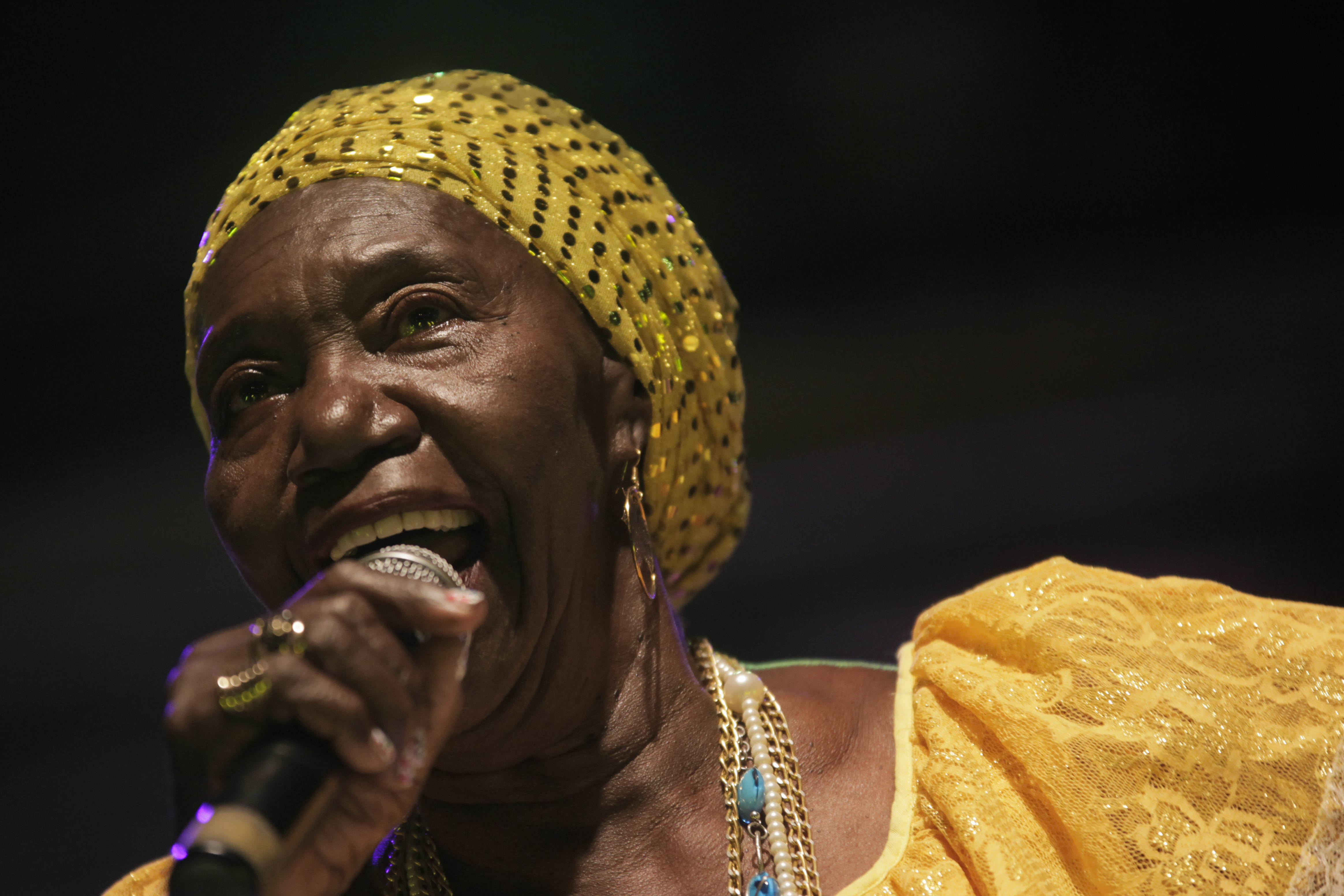
Llegia de Itamaracá, considerada la reina de la ciranda.

Aquesta dansa va ser creada per les esposes dels pescadors, que mentre esperaven els seus marits arribin del mar es distreien fent aquests moviment.

## Turisme

### Fort Orange
Construït en 1631 pels holandesos, el fort està localitzat a la riba del mar.